# Barranc de Cortingles
El Barranc de Cortingles és un barranc de l'Alt Urgell, que neix al vessant sud-oest del Tossal del Roure i desemboca al barranc del Tossal.